# Damiris Dantas
Damiris Dantas do Amaral (São Paulo, 17 de novembre de 1992) és una jugadora brasilera de bàsquet que ocupa la posició de pivot.
Va ser part de la Selecció femenina de bàsquet de Brasil amb la qual va aconseguir la medalla de bronze als Jocs Panamericans de 2011 a Guadalajara, Mèxic; a més, va rebre la medalla d'or al Campionat Sud-americà de Bàsquet femení adult realitzat a Xile l'any 2010, i va ser vencedora al costat del seu equip del campionat preolímpic de les Amèriques realitzat a Colòmbia l'any 2011. Va ser seleccionada de l'equip brasiler que va assistir als Jocs Olímpics de Londres 2012.

## Estadístiques en competències FIBA
| Any           | Competència                                 | PPJ  | RPJ  | APJ |
| ------------- | ------------------------------------------- | ---- | ---- | --- |
| 2012          | Jocs Olímpics                               | 4    | 4,8  | 0,2 |
| 2011          | Campionat femení FIBA Amèriques             | 10,2 | 5,8  | 1,5 |
| 2010          | Campionat mundial femení FIBA               | 5,7  | 4,2  | 0   |
| 2010          | Campionat Sud-americà de Bàsquet femení     | 11,4 | 5,2  | 0,8 |
| 2011          | Campionat mundial femení FIBA O19           | 20,9 | 12,6 | 1,4 |
| 2010          | Campionat femení FIBA Amèriques O18         | 9    | 10,6 | 1   |
| 2009          | Campionat Sud-americà de Bàsquet femení O18 | 19,7 | 18,2 | 0,3 |
| 2009          | Campionat mundial femení FIBA O19           | 3    | 1,5  | 0   |
| Mitjana total | Mitjana total                               | 10,5 | 7,9  | 0,6 |
| Font: FIBA.   |                                             |      |      |     |